# Lotzorai
Lotzorai è un comune italiano di 2 119 abitanti della provincia dell'Ogliastra in Sardegna.

## Geografia fisica

### Territorio

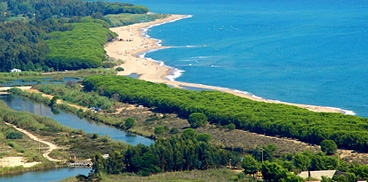
Tratto della costa di Lotzorai

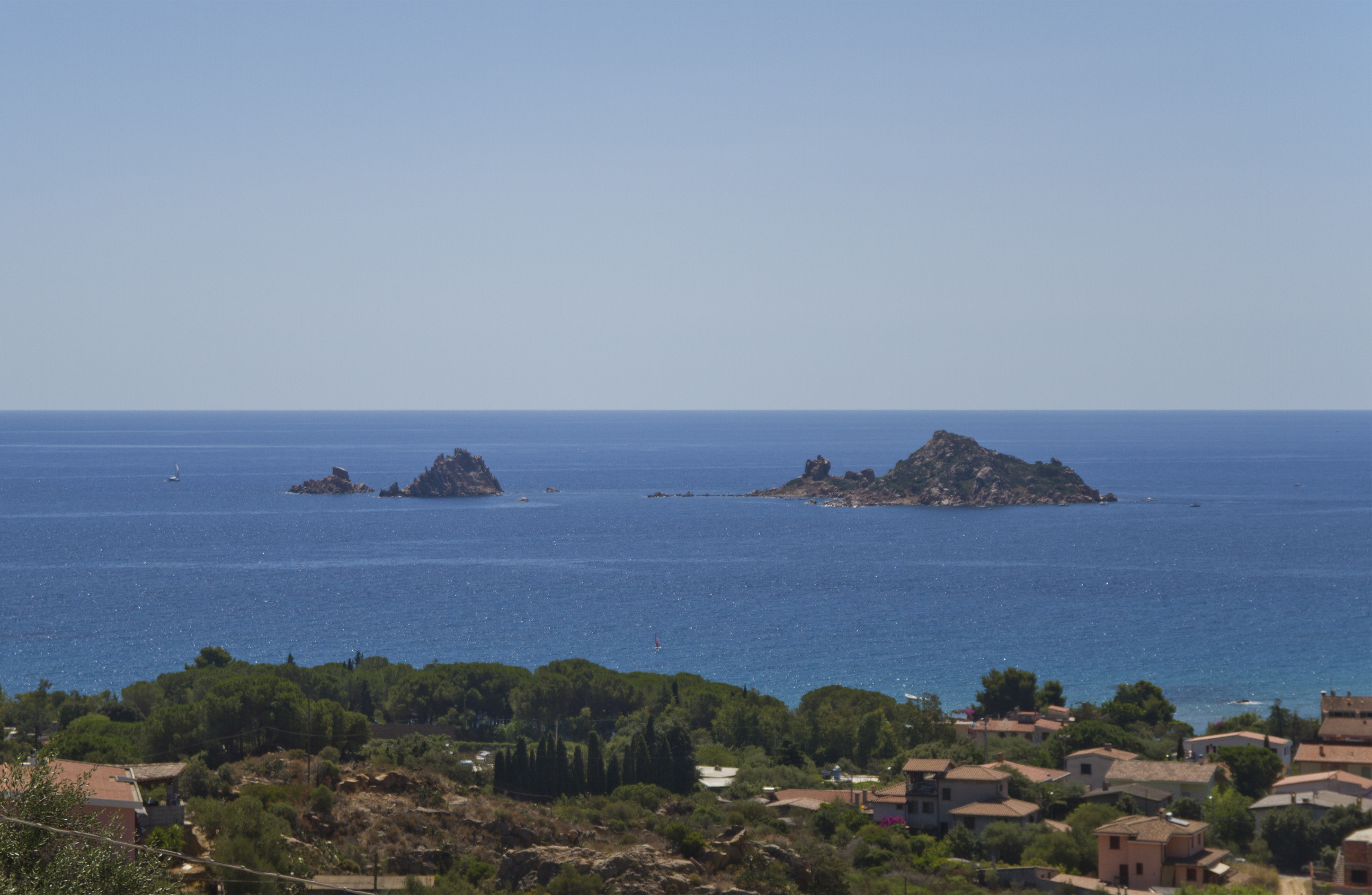
Isole dell'Ogliastra

Il centro abitato è situato ad 1 km dalla costa centro-orientale della Sardegna, che si affaccia sul mar Tirreno. È delimitato da due fiumi: il rio Pramaera (in origine Palmera o Palmaera) a nord e il rio Girasole (in origine S'arenàda) a sud.
Il paese è raggiungibile da sud e da nord attraverso la strada statale 125 Orientale Sarda, da ovest attraverso la strada provinciale 56. Rientra inoltre nel bacino d'utenza del porto di Arbatax, distante circa 5 km e a 3 km dal porto turistico di Santa Maria Navarrese e a 2,8 km di distanza dalla frazione di Tancau sul Mare.
A circa un miglio a est dalla costa del paese è ubicata l'isola dell'Ogliastra, (comune di Lotzorai), arcipelago formato da tre isolette completamente disabitate, sede di nutrite colonie di cormorani e gabbiani. La maggiore ospita la statua della Madonna d'Ogliastra, meta da qualche anno di una processione religiosa che si svolge nel mese di agosto, a bordo di piccole imbarcazioni.

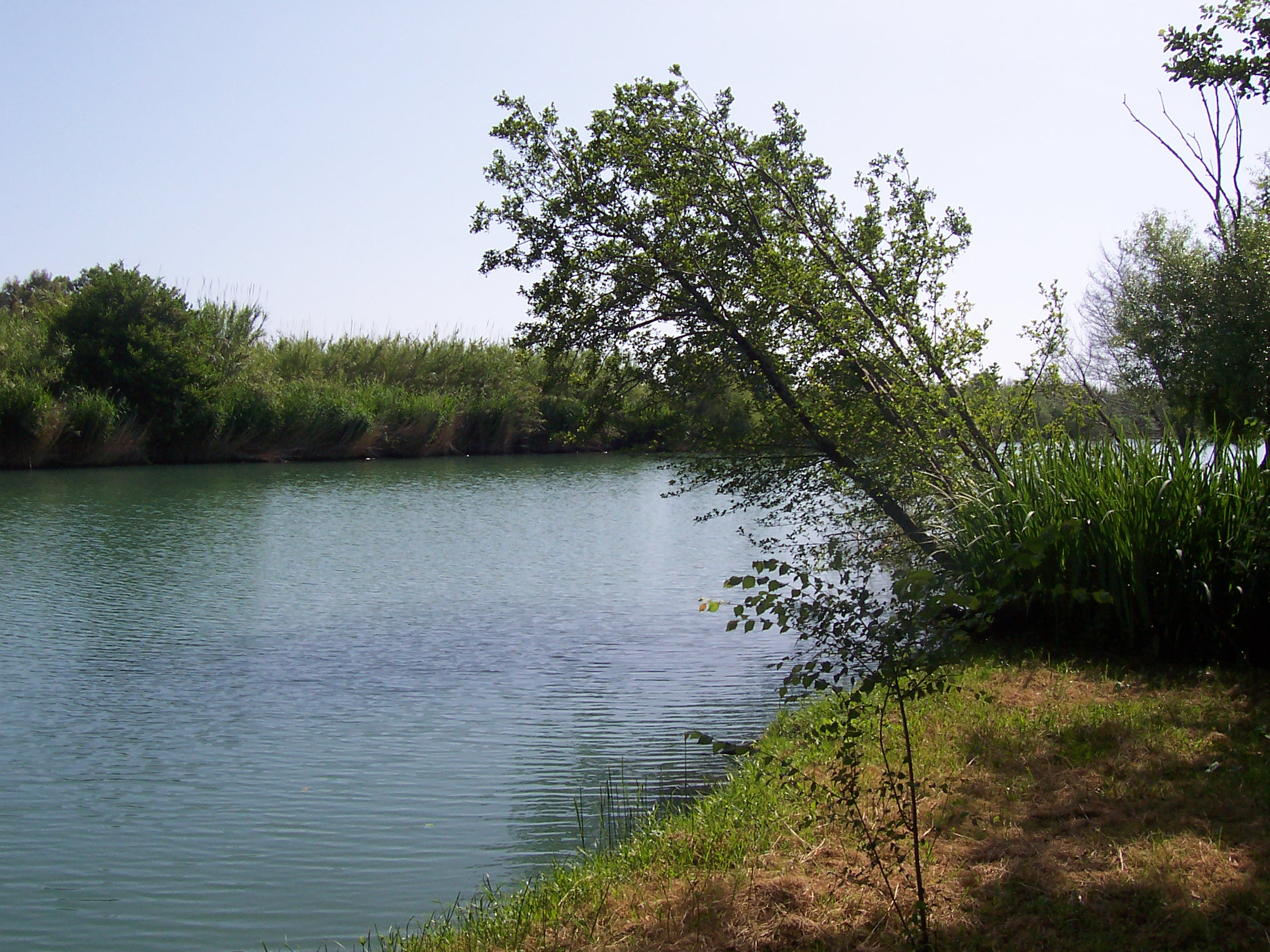
Rio Pramaera

Di notevole importanza sono anche le zone umide di Lotzorai sede di numerose specie acquatiche: il parco fluviale del fiume Pramaera e la sua foce, lo stagno di Pollu, la Paùle di Iscrixedda (che si trova alle spalle della spiaggia omonima in località Iscrixedda ed è alimentata dalle acque del rio Girasole che ne formano la foce), il canale di Su Stoargiu che mette in collegamento la zona umida di Iscrixedda con lo stagno di Tortolì.

### Clima
Il clima di Lotzorai è condizionato dal semicerchio formato dalle montagne del Gennargentu che protegge la piana di Lotzorai dal gelido inverno. Difatti i rilievi garantiscono un clima piacevole, schermando Lotzorai dai venti più violenti e trattenendo altrove le nuvole cariche di pioggia. Il risultato è un clima mediterraneo piacevole, caratterizzato da estati calde e inverni miti, con una primavera e un autunno dolci e piacevoli: le temperature medie di gennaio, il mese più freddo, vanno da una minima di 8 °C a una massima di 14 °C, mentre in luglio e agosto si passa dai 21 °C ai 29 °C. Le precipitazioni sono una presenza timida, che in estate non osa disturbare la bellezza delle giornate di sole, e soltanto tra ottobre e dicembre ci sono acquazzoni più frequenti, per una media di 71–73 mm di pioggia mensile.

## Storia

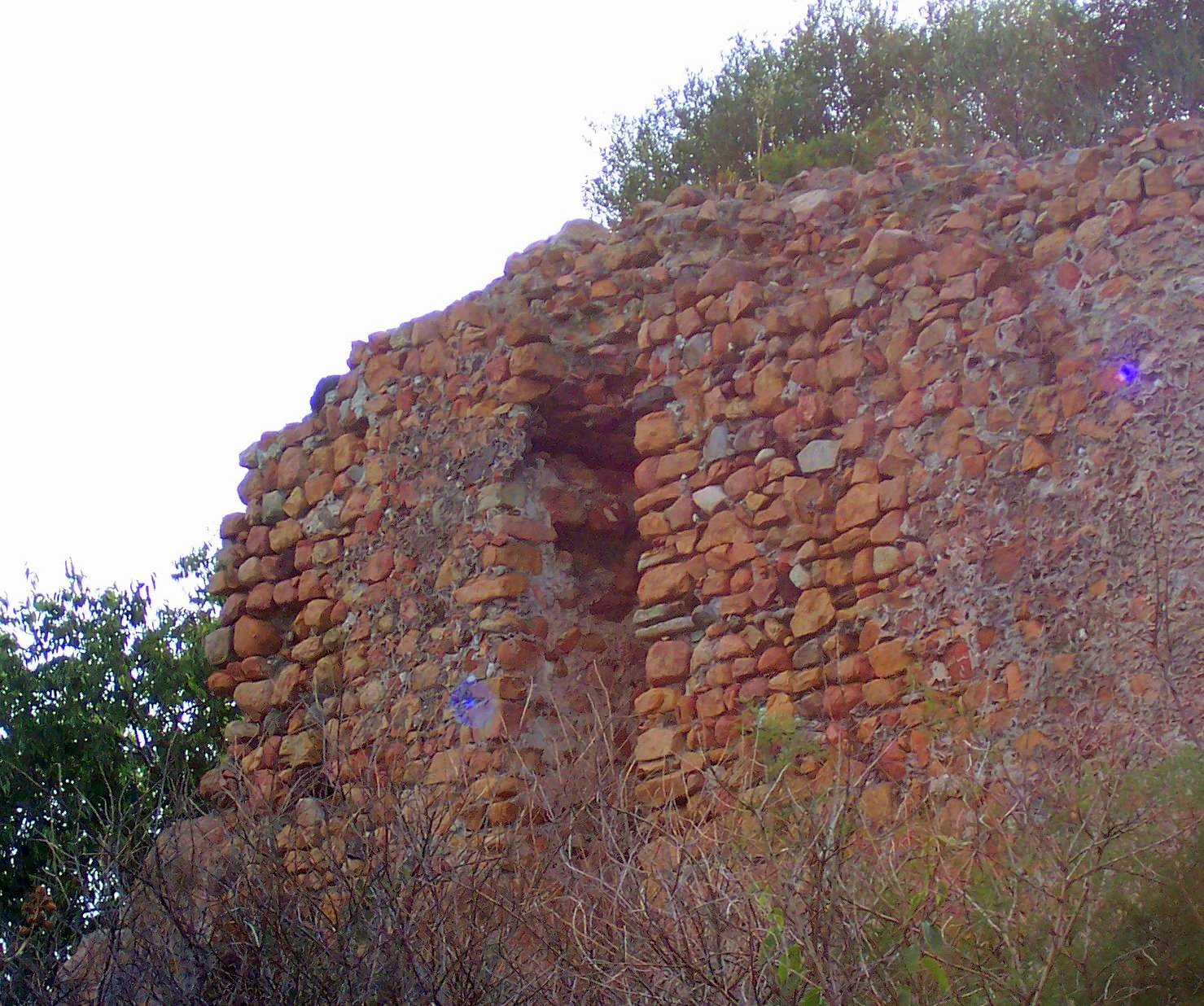
Facciata del Castello di Medusa

Il territorio è abitato dall'uomo sin dal periodo prenuragico e nuragico.
Il nome Lotzorai appare ufficialmente per la prima volta nel 1117 nel Santissimi Praesulis Georgici Suellensis, dove si racconta di un Lozoranus risuscitato dal santo.
La villa nel medioevo fece parte del giudicato di Cagliari, nella curatoria dell'Ogliastra, fino al 1258. Vi sorgeva un castello, detto di Lotzorai o di Agugliastru. Passò poi al giudicato di Gallura, quindi a Pisa, che acquisì il borgo e il castello. Successivamente, quando gli aragonesi nel 1323 attuarono la spedizione in Sardegna per la conquista dell'Isola, il castello e il borgo furono occupati da Berengario Carroz. Il borgo fu poi annesso nel 1363 alla contea di Quirra, feudo dei Carroz, istituita in quell'anno dal re d'Aragona Pietro IV il Cerimonioso. Nel 1603 la contea venne trasformata in marchesato, feudo prima dei Centelles e poi degli Osorio de la Cueva, ai quali fu riscattato nel 1839 con la soppressione del sistema feudale voluta da Carlo Alberto di Savoia.

### Simboli
Lo stemma e il gonfalone del comune di Lotzorai sono stati concessi con decreto del presidente della Repubblica del 21 novembre 1995.
Il gonfalone è un drappo partito di azzurro e di giallo.

## Monumenti e luoghi d'interesse

### Architetture religiose
Il paese conta quattro chiese:
- la chiesa parrocchiale di Sant'Elena, che si affaccia su una caratteristica piazza rialzata; sorge al centro del paese ed è stata costruita nel XIX secolo.
- la chiesa all'interno del vecchio cimitero, intitolata anch'essa a Sant'Elena, della quale rimane in piedi ancora la facciata, buona parte dei muri esterni e le mura di cinta del cimitero;
- la chiesa di Santa Barbara, situata nel rione di Donigala; la contraddistinguono le mura in pietra e i grossi olmi disposti a protezione della costruzione;
- la chiesa campestre di San Tommaso, che sorge sulla pendice di una collina a ovest del centro abitato; è ancora in fase di ultimazione e sorge nei pressi di un'antica chiesa di campagna scomparsa, intitolata al medesimo santo.

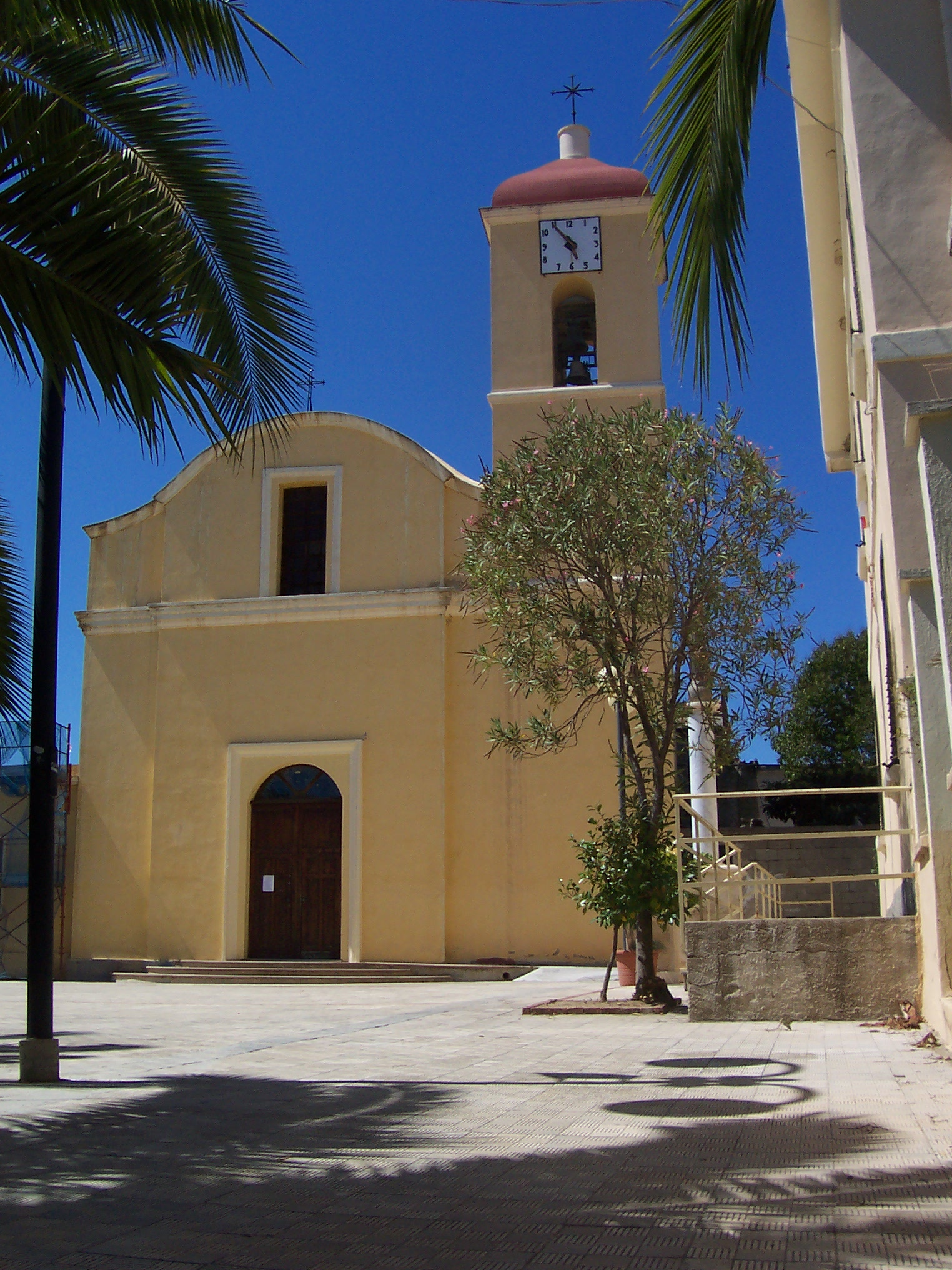
Chiesa parrocchiale di Sant'Elena
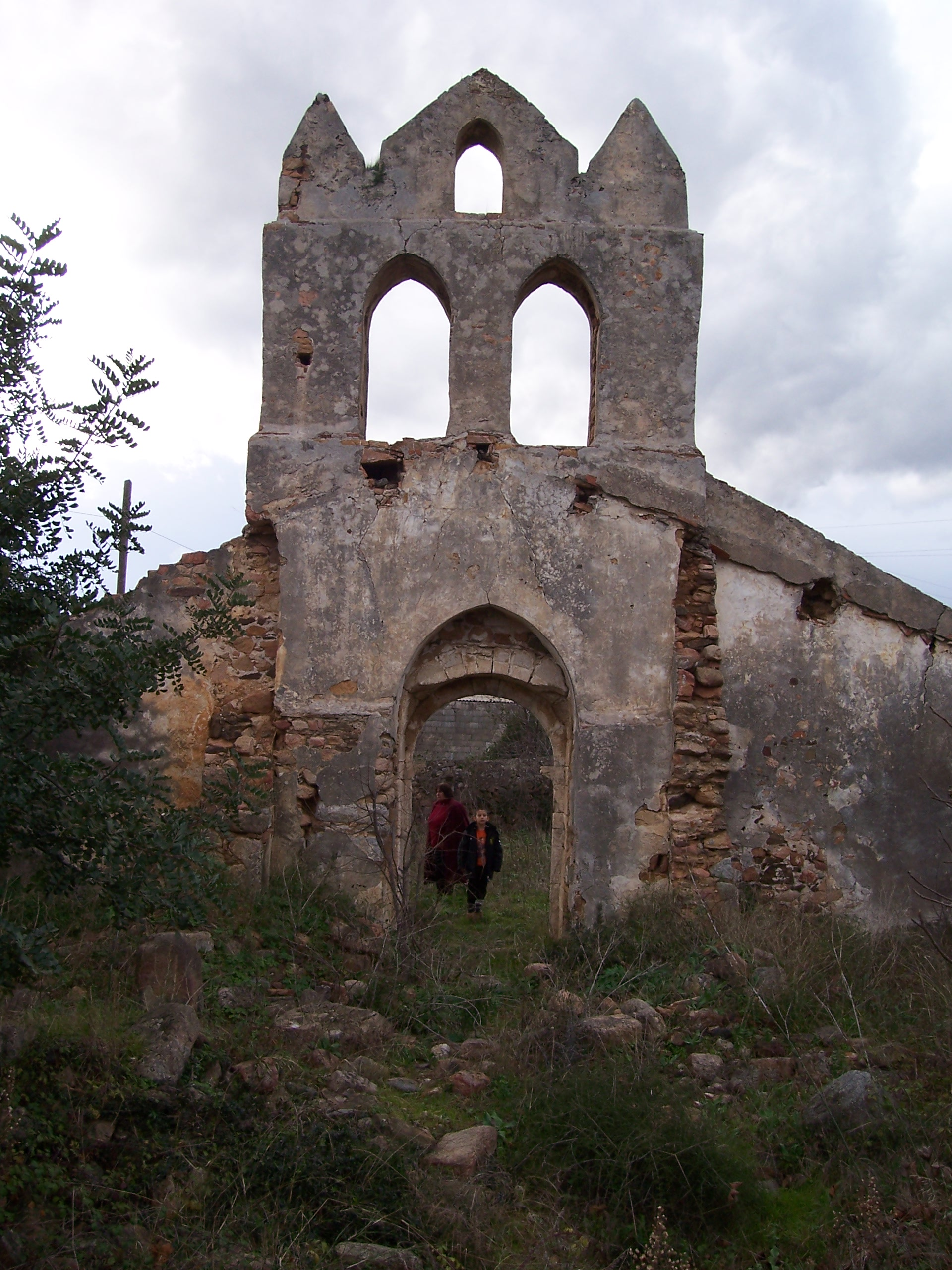
Retro-facciata della vecchia chiesa di Sant'Elena
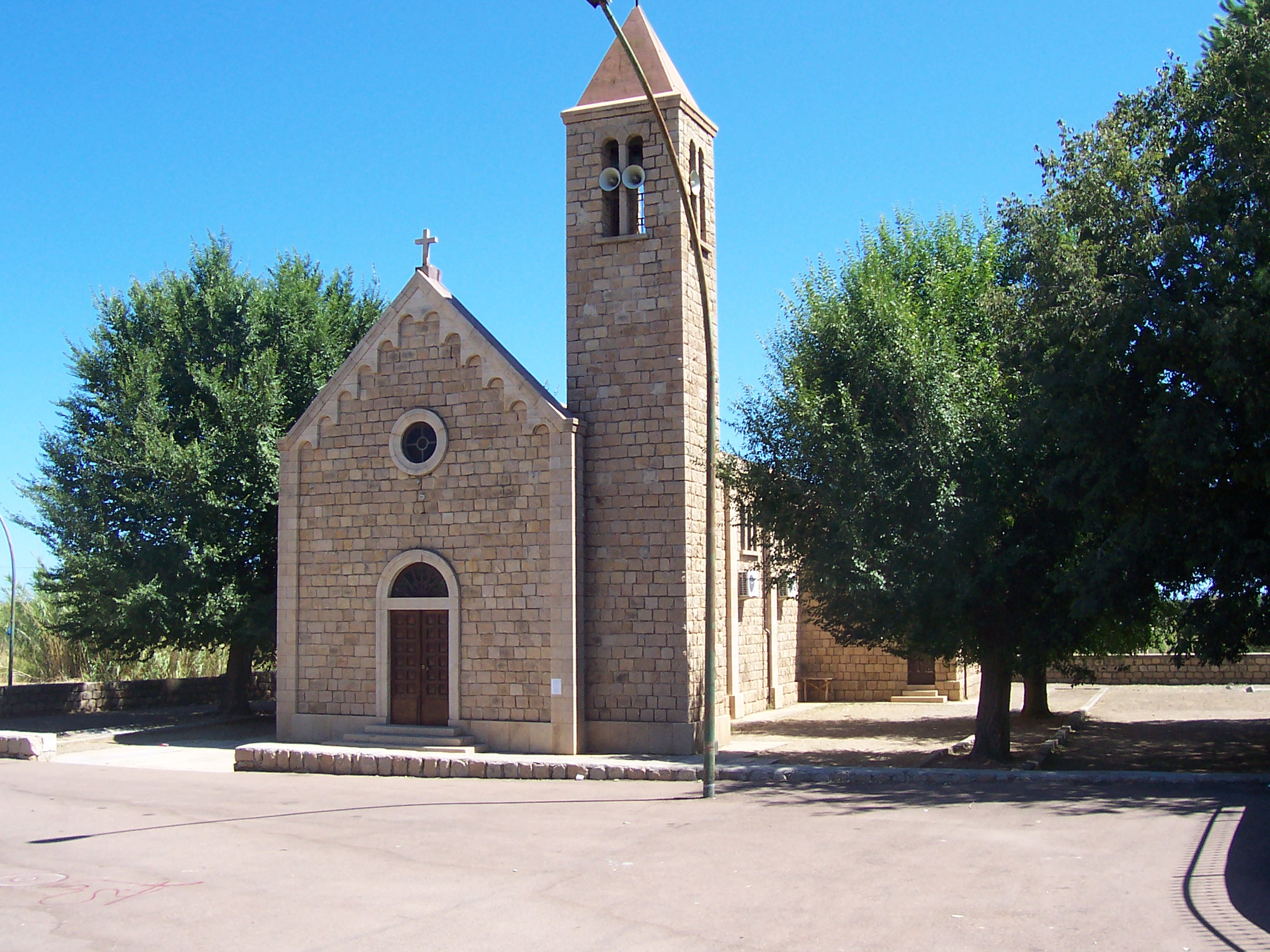
Chiesa di Santa Barbara
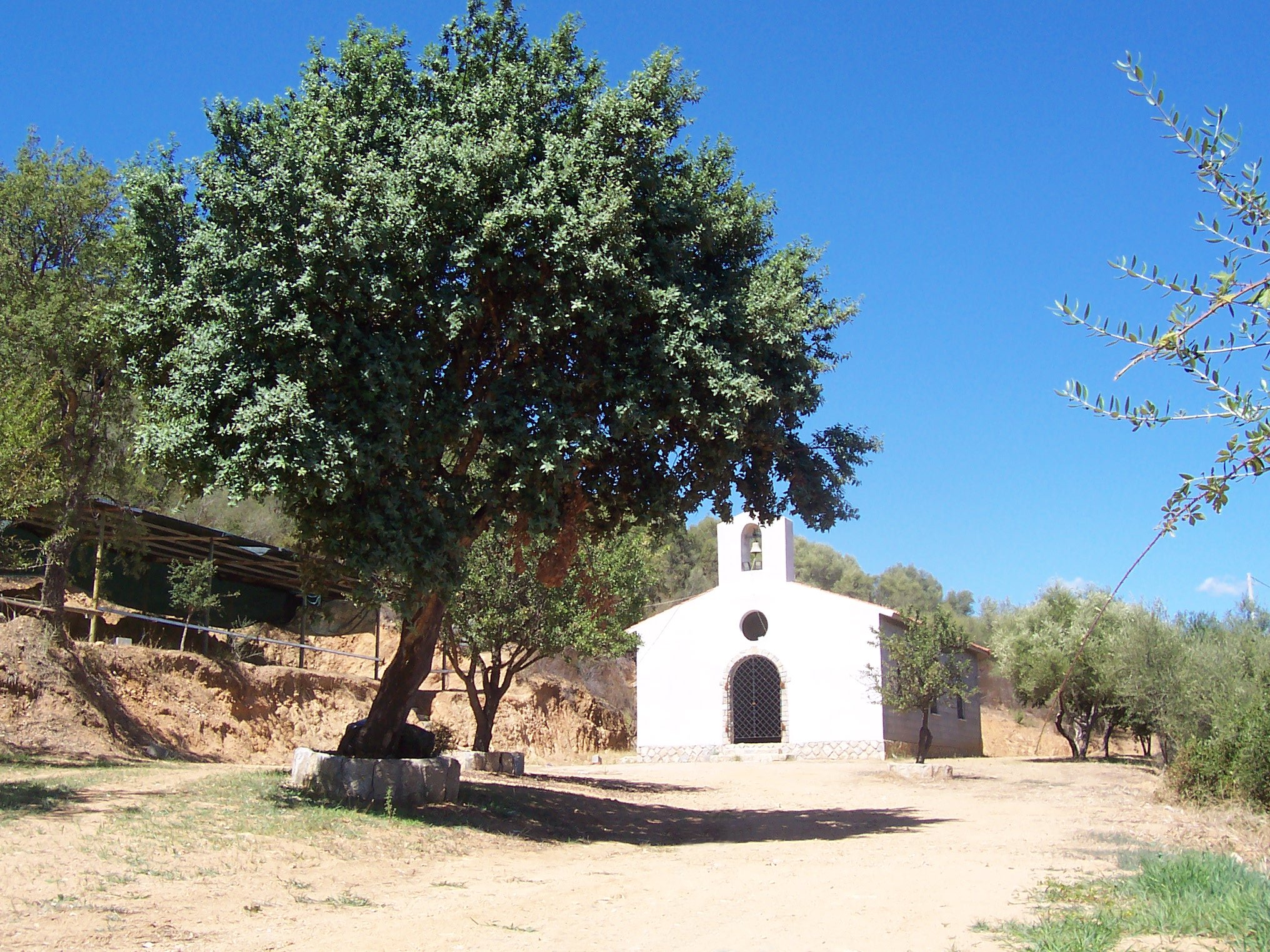
Chiesa di campagna dedicata a San Tommaso

### Architetture militari
- il castello di Medusa, in cima alla collina all'ingresso sud del paese, fortezza medievale sorta su basamento fenicio e ormai in rovina, peggiorato relativamente poco tempo fa dall'ignoranza del periodo, ove è stata permessa la costruzione del bacino di depurazione dell'acqua di Abbanoa di Girasole (paese confinante), dove per far si che ci fosse lo spazio per costruire, oltre ad aver invaso territori confinanti, sono state demolite le mura ancora attaccate al castello, di rilevanza storica e culturale per il paese, non curandosi quindi dell'importanza storica del sito. Cela oscure origini: probabilmente costruita nel XIII secolo dai Giudici del Giudicato di Cagliari; è tuttora avvolta da numerose leggende e misteri;

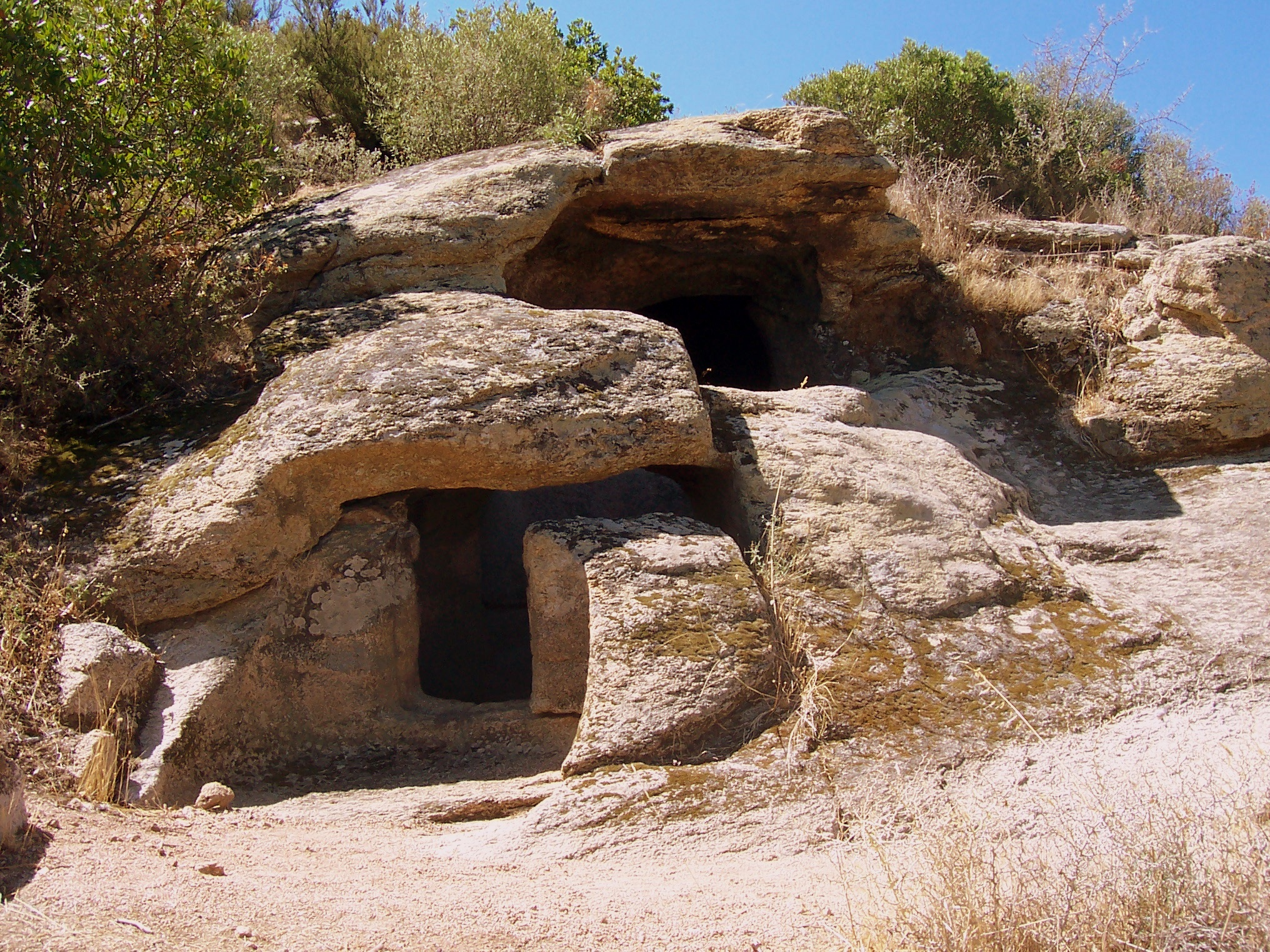
Una Domus de Janas della necropoli prenuragica di Tracucu

### Siti archeologici
Luoghi di particolare interesse archeologico presenti nel territorio di Lotzorai: 
- la necropoli prenuragica in località Tracucu, Fund'e Monti e Genna 'e Tramonti composta da una ventina di Domus de janas, situata al terzo chilometro della strada provinciale 56 per Talana e Urzulei;
- il complesso archeologico con la presenza di alcune domus de janas nei rilievi granitici in località Su Tancau - Sa Murta sulla strada provinciale 63 per Tancau sul Mare e Santa Maria Navarrese.
- i reperti di epoca nuragica e prenuragica presenti nel bosco di Su Padentinu, al quarto chilometro della provinciale 56;
- i resti della vecchia chiesa di Sant'Elena con annesso cimitero, ancora attiva negli anni cinquanta;
- i reperti archeologici nei pressi della chiesa di campagna, attualmente in costruzione, intitolata a san Tommaso;
- il nuraghe nei pressi della chiesa intitolato anch'esso a san Tommaso.

Inoltre per qualche anno è stata aperta al pubblico, nel centro storico cittadino, la casa museo Sa Domu De Donna Nassia, risalente al 1600, che ospitava ricostruzioni di ambienti e oggetti autentici del XVIII e XIX secolo, ormai dismessa e in abbandono.

### La spiaggia di Lotzorai

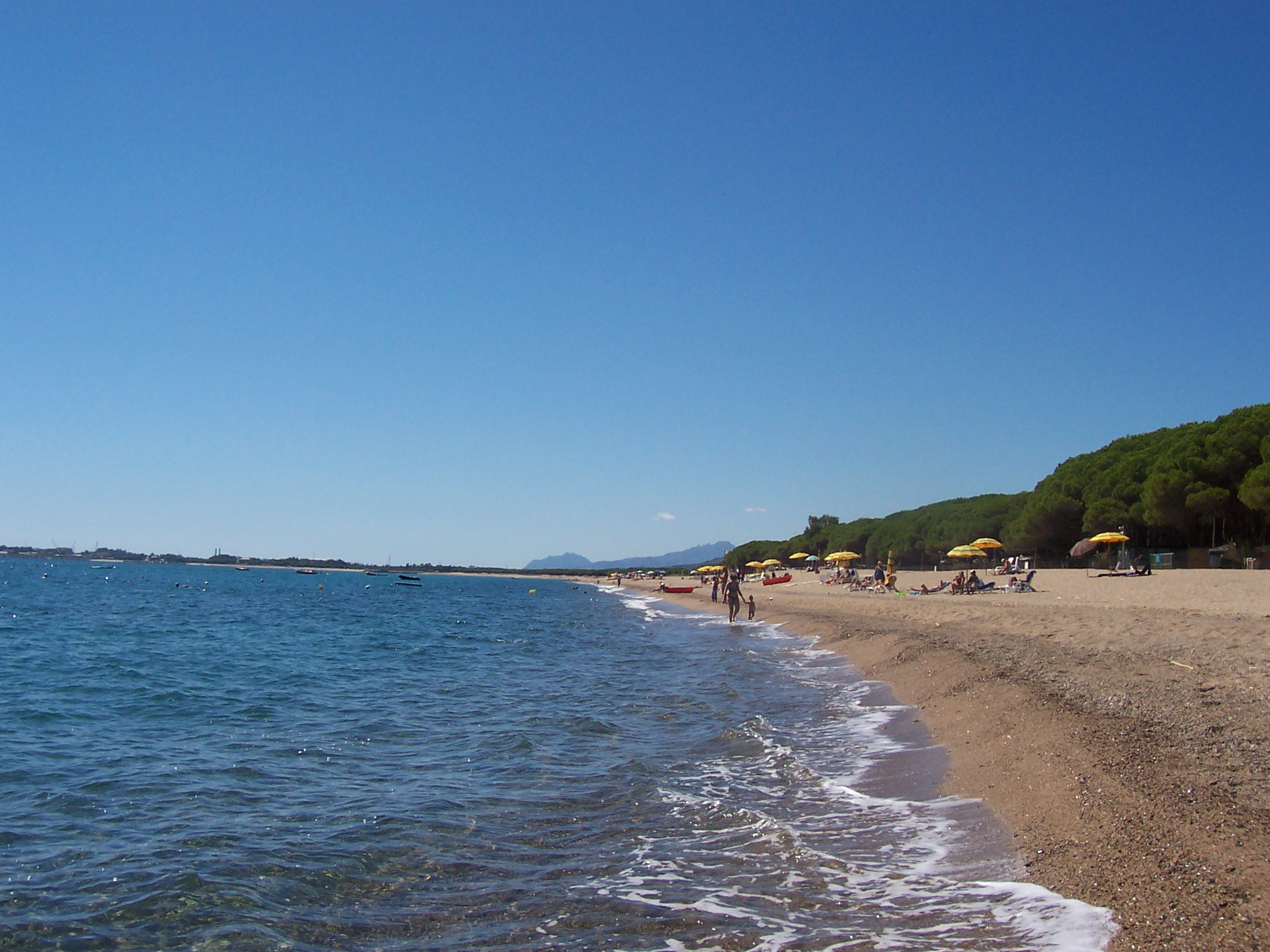
Spiaggia di Pollu

Il litorale di Lotzorai è compreso nel tratto di costa che va da Santa Maria Navarrese ad Arbatax (circa 8 km). Si estende dalla frazione di Tancau sul Mare fino ai margini del porto di Arbatax ed ospita da nord a sud le spiagge di Tancau, Pollu, Is Orrosas ovvero Il Lido delle Rose, Iscrixedda, e Isula Manna. Quest'ultima spiaggia è la parte terminale del lunghissimo litorale del comune di Lotzorai che confina a sud con il comune di Tortolì nella spiaggia di Ponente-della Capannina di Arbatax, allo sbocco dello stagno di Tortolì zona peschiera.

## Società

### Evoluzione demografica
Abitanti censiti

### Lingue e dialetti
La variante del sardo parlata a Lotzorai è il campidanese ogliastrino.

## Cultura

### Festività del paese

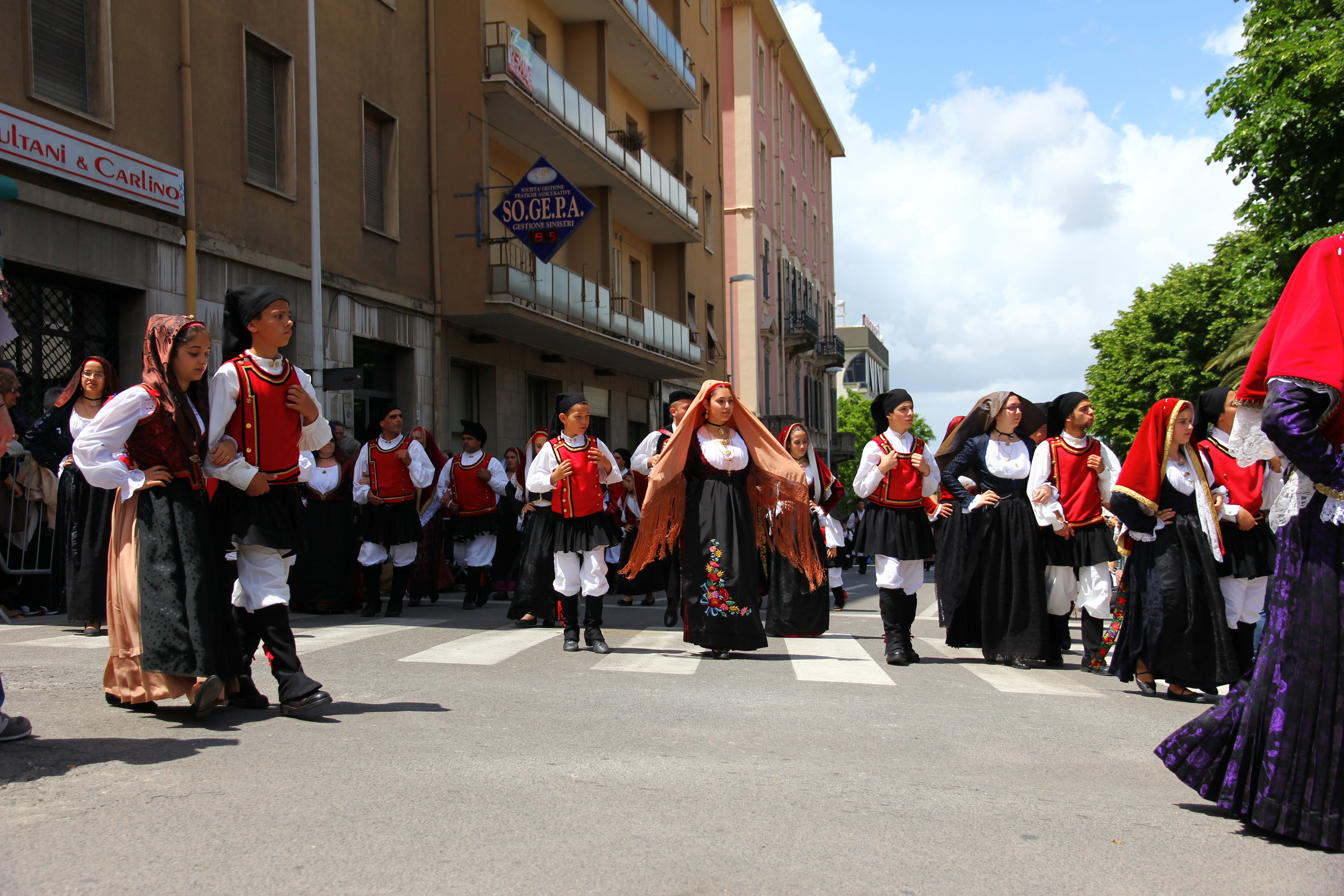
Costume tradizionale di Lotzorai

- San Sebastiano - l'ultima domenica di maggio,
- San Tommaso - la prima domenica di luglio, riscoperta da qualche anno, si svolge presso la chiesa campestre omonima;
- San Cristoforo, protettore degli automobilisti - la prima domenica di agosto, si svolge nella piazza comunale, con relativa benedizione delle automobili;
- Santa Maria di Donigala - la domenica successiva al ferragosto, si svolge nella chiesa di Santa Barbara, nel rione di Donigala;
- Sant'Elena Imperatrice - l'ultima domenica di agosto, si svolgeva tradizionalmente nella piazza della chiesa omonima; da qualche anno si festeggia nella piazza comunale.

## Economia
L'economia del paese si basa in particolar modo sull'agricoltura e sul turismo balneare e attivo, favorito dai 7 km di spiagge libere presenti nel territorio, e dall'ubicazione strategica per poter fare free climbing, escursionismo a piedi, ciclismo su strada e mountain bike, con i paesi circostanti di Jerzu, Ulassai, Lanusei, Arzana, Villagrande Strisaili, Talana, Urzulei e Baunei, tutti a 500–700 m di quota, facilmente raggiungibili in auto o con la bici da strada. Da notare il particolare che le montagne salgono a 1000 m entro 30 km della costa, così da poter trovare condizioni fresche e/o all'ombra anche d'estate. Per questo motivo, molti sportivi vengono con la famiglia in vacanza a Lotzorai, per essere al mare ma senza rinunciare ai loro sport preferiti nelle montagne vicine. Il clima mite, inoltre, permette di praticare questi sport tutto l'anno.
La coltivazione di ortaggi in serra, gli agrumeti, gli uliveti e i vigneti rappresentano le attività agricole principali.

Numerose le strutture turistiche presenti, fra cui hotel, bed and breakfast, affittacamere, i campeggi a ridosso delle spiagge e gli agriturismi nelle campagne del paese.

## Infrastrutture e trasporti
Lotzorai viene attraversata dalla Strada statale 125 Orientale Sarda.

## Amministrazione
| Periodo         | Periodo        | Primo cittadino           | Partito                          | Carica  | Note   |
| --------------- | -------------- | ------------------------- | -------------------------------- | ------- | ------ |
| 6 giugno 1993   | 27 aprile 1997 | Giancarlo Serra           | lista eterogenea                 | Sindaco | [ 5 ]  |
| 27 aprile 1997  | 13 maggio 2001 | Welma Sida                | liste civiche di centro-sinistra | Sindaco | [ 6 ]  |
| 13 maggio 2001  | 28 maggio 2006 | Antonio Palmas            | lista civica                     | Sindaco | [ 7 ]  |
| 28 maggio 2006  | 15 maggio 2011 | Giancarlo Serra           | lista civica                     | Sindaco | [ 8 ]  |
| 15 maggio 2011  | 5 giugno 2016  | Antonello Rubiu           | lista civica "Lotzorai Cambia"   | Sindaco | [ 9 ]  |
| 5 giugno 2016   | 11 giugno 2021 | Antonello Rubiu           | lista civica "Lotzorai Cambia"   | Sindaco | [ 10 ] |
| 11 ottobre 2021 | in carica      | Cesare Alessandro Mannini | lista civica "Noi per Lotzorai"  | Sindaco | [ 11 ] |

## Sport

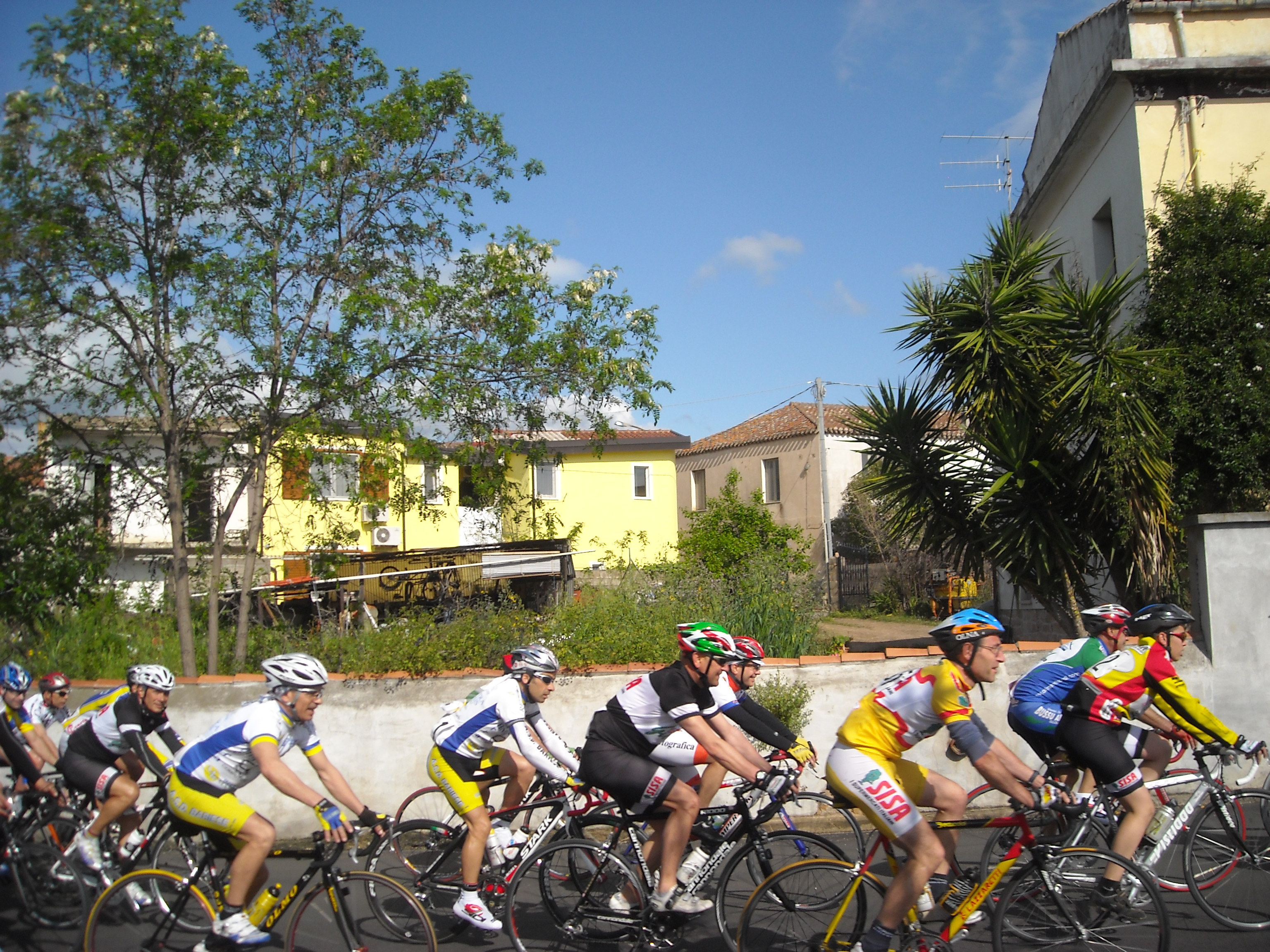
Gara ciclistica a Lotzorai

### Calcio
La principale squadra di calcio del paese è l'U.S. Lotzorai 1968 che milita nel girone C sardo di 2ª Categoria. I colori sociali sono il bianco e l'azzurro, e la società è stata fondata il 2 gennaio 1968.

### Free climbing
Come il resto del territorio circostante anche Lotzorai, che sembrerebbe a prima vista un territorio privo di montagne, ha le sue pareti utilizzate dagli amanti del free climbing, disciplina in fase di buona diffusione nel territorio. Queste pareti si trovano proprio sopra Tancau e sono di granito, a differenza della maggior parte delle vie isolane sul calcare. Una piccola parete, denominata "Lucertole al sole", ha visto le prime vie nei primi decenni del XXI secolo mentre una nuova paretina, "L'isola che non c'è", più adatta ai principianti, si trova quasi di fronte alle domus de janas, nella zona denominata "Bruncu su cabriolu"